# 孫振斗訴訟
孫振斗訴訟（そんじんどうそしょう）とは不法入国者が被爆者健康手帳の交付を求めた行政訴訟。

## 概要
韓国人の孫振斗は日本で生まれ育ち、広島市に原爆が投下された1945年8月6日に被爆した。孫はいったん韓国に強制送還されたものの韓国では満足な治療を受けることができないため、1970年12月に日本に不法入国したが、出入国管理令違反で身柄を拘束され、途中結核で福岡県内の病院に入院中の1971年10月に福岡県知事に対して被爆者健康手帳の交付を申請したが、1972年7月に福岡県は「正規の居住者ではない」ことを理由に却下した。孫は福岡県を相手取り、却下処分の取り消しを求める行政訴訟を起こした。
この訴訟では原告の被爆を巡る事実関係の他に原爆医療法の性格と適用範囲の問題が争われ、原告は「原爆医療法は戦争の犠牲になった被爆者の救済を目的とした国家補償の法律であり、被爆者の国籍や居住要件を設けてはいない」と、被告側は「原爆医療法は社会保障の性格を持つものであり、国内に居住関係のない外国人には適用されない」とそれぞれ主張した。
1974年3月30日の福岡地裁と1975年7月7日の福岡高裁ではいずれも原告の主張を認めた上で福岡県知事の却下処分を取り消した。福岡県は上告した。
1978年3月30日に最高裁は「原爆医療法の国家補償的な配慮が制度の根底にある」「原爆医療法の趣旨から人道的目的の立法であって外国人被爆者をも適用対象者に予定していることからすれば、現に国内にいる限りは理由の如何を問うことなく、広く原爆医療法の適用を認めることが法の趣旨に適合する」「不法入国した外国人被爆者について、現に救済を必要とする点では他の一般被爆者と変わるところがないから、不法入国の故にこれをかえりみないことは原爆医療法の人道的目的に反する。不法入国の外国人に手帳交付の請求権を認めることは、極めて異例というべきだが、同法が特別の立法であることからすれば、少数の不法入国者を対象者に含ませたからといって、国の財政負担はやむを得ない。」として一律に適用を求める形で、福岡県知事の処分取り消しが確定した。なお、藤崎万里最高裁裁判官は就任前に外務省にいた関係から回避した。